# Sebastián Guzmán
Sebastián Felipe Guzmán Mendoza (Ibagué, 26 maggio 1997) è un calciatore colombiano, centrocampista dell'Atlético Nacional.

## Carriera
Debutta tra i professionisti il 30 marzo 2018, disputando con la maglia dell'Once Caldas, l'incontro di Categoría Primera A perso per 0-1 contro il Millonarios.
Il 29 luglio 2022 viene acquistato dai portoghesi dell'Estrela Amadora, militanti in Segunda Liga.

## Statistiche

### Presenze e reti nei club
Statistiche aggiornate al 3 agosto 2022.
| Stagione           | Squadra            | Campionato         | Campionato | Campionato | Coppe nazionali | Coppe nazionali | Coppe nazionali | Coppe continentali | Coppe continentali | Coppe continentali | Altre coppe | Altre coppe | Altre coppe | Totale | Totale |
| Stagione           | Squadra            | Comp               | Pres       | Reti       | Comp            | Pres            | Reti            | Comp               | Pres               | Reti               | Comp        | Pres        | Reti        | Pres   | Reti   |
| ------------------ | ------------------ | ------------------ | ---------- | ---------- | --------------- | --------------- | --------------- | ------------------ | ------------------ | ------------------ | ----------- | ----------- | ----------- | ------ | ------ |
| 2018               | Once Caldas        | A                  | 8          | 0          | CC              | 2               | 1               |                    | -                  | -                  |             | -           | -           | 10     | 1      |
| 2019               | Once Caldas        | A                  | 32         | 1          | CC              | 4               | 0               | CS                 | 0                  | 0                  |             | -           | -           | 36     | 1      |
| 2020               | Once Caldas        | A                  | 15         | 0          | CC              | 1               | 0               |                    | -                  | -                  |             | -           | -           | 16     | 0      |
| 2021               | Once Caldas        | A                  | 27         | 0          | CC              | 2               | 0               |                    | -                  | -                  |             | -           | -           | 29     | 0      |
| gen.-lug. 2022     | Once Caldas        | A                  | 9          | 0          | CC              | 4               | 0               |                    | -                  | -                  |             | -           | -           | 13     | 0      |
| Totale Once Caldas | Totale Once Caldas | Totale Once Caldas | 91         | 1          |                 | 13              | 1               |                    | 0                  | 0                  |             | -           | -           | 104    | 2      |
| 2022-2023          | Estrela Amadora    | LdH                | 0          | 0          | CP+CdL          | 0               | 0               |                    | -                  | -                  |             | -           | -           | 0      | 0      |
| Totale carriera    | Totale carriera    | Totale carriera    | 91         | 1          |                 | 13              | 1               |                    | 0                  | 0                  |             | -           | -           | 104    | 2      |